# Karl Felix von Seyffer
Karl Felix von Seyffer (* 25. Januar 1762 in Bitzfeld, Württemberg; † 17. September 1822 in Bogenhausen) war ein deutscher Astronom.

## Leben
Seyffer studierte und promovierte an der württembergischen Landesuniversität in Tübingen. Danach lehrte und forschte er als außerordentlicher Professor an der Universität Göttingen. Zu dieser Zeit entstanden diverse Aufsätze, unter anderen zur Polhöhe von Göttingen und zu Mondregenbögen. Im Januar 1792 hielt sich Seyffer in Paris auf und besuchte dort den Klub der Jakobiner. Günther bezeichnet als Seyffers bedeutendste Arbeit die 1794 zu seiner Göttinger Zeit entstandene Bestimmung der Länge von Göttingen, Gotha, Danzig, Berlin und Harefield in Middlessex aus der Sonnenfinsterniß vom 5. September 1793 Seyffer war einer der Teilnehmer des von Franz Xaver von Zach und Marie-Jeanne de Lalande initiierten Ersten europäischen Astronomenkongresses.
1804 gab Seyffer seine Stellung in Göttingen auf und schloss sich 1805 Napoleon Bonaparte als Ingénieur-Géographe in dessen Hauptquartier an. Dort kam er in Kontakt mit der Regierung des neu gegründeten Königreichs Bayern. Diese nahm Seyffer in ihre Dienste. Im Lauf der Jahre war er Hofrat, Mitglied im statistisch-topographischen Büro des Ministeriums für auswärtige Angelegenheiten und später Leiter der Sternwarte Bogenhausen. 1804 wurde Seyffer ordentliches Mitglied der Bayerischen Akademie der Wissenschaften. Auf Seyffer geht die bayrische Steuerkatastrierung zurück, die seinerzeit in Deutschland richtungsweisend war.
Am 17. September 1822 starb Seyffer 60-jährig in Bogenhausen.